# MÁV V55 sorozat
A második világháború során több V 40-es sorozatú Kandó mozdony megsérült, illetve külföldre került, valamint a megnövekedett igényeknek (újabb szakaszok villamosítása, nagyobb vontatás igények) nem feleltek meg sem teljesítményben, sem végsebességben, valamint a csatlórudas hajtás karbantartásigénye jelentős volt. Ezen problémák megoldására dolgozták ki a V44 prototípus alapján a MÁV V55 sorozat a MÁV részére szállított, Bo'Co' tengelyelrendezésű villamosmozdony-sorozatot. Beceneve: „Bocó”.
A típus egyaránt alkalmas volt gyorsvonati és tehervonati üzemre, amely az egységes alkatrészellátás, egyforma mozdonyok miatt egyszerűsítette az üzemeltetést.

## Története
A MÁV a második világháború után már az újjáépítés éveiben tervezte további vonalak villamosítását. Részben a már villamosított, részben a villamosításra tervezett fővonalak számára a MÁV 1948-ban megrendelte a V55 sorozatú mozdonyokat a Ganz Villamossági Rt.-nél. A személyszállító- és tehervonatok továbbítására tervezett mozdonyok villamos berendezése elveiben megegyezett az ugyancsak fázis- és periódusváltós MÁV V44 sorozatú mozdonyok berendezésével. A két mozdony között legnagyobb eltérés a járműszerkezetben és a vontatómotorok kivitelében volt. A V55 sorozatú mozdony forgóvázas futóműve a vontatómotorok forgóvázba építését tette szükségessé, illetve a tapasztalatok azt mutatták, hogy a V40 sorozatnál használt csatlórudas hajtásnál jelentősen hatékonyabb, ha minden tengelyt külön motor hajt.

### A periódusváltó
A V44-hez képest változás, hogy a periódusváltó tengelyét meghajtó aszinkron motort elhagyták, és a periódusváltó tengelyét is a fázisváltó hajtotta percenként 1500 fordulatszámmal. A frekvencia átkapcsolása a periódusváltó pólusszámainak, illetve a forgómező irányának átkapcsolásával történt. Három tekercselést alakítottak ki a periódusváltóban 2,4,6 pólussal. a 2:4 pólusátkapcsolást átkapcsolható tekercseléssel, míg a 6 pólusú beállításhoz külön tekercselés tartozott.
| Motor fordulatszám min−1 | Sebesség km/h | A motorokat tápláló frekvencia Hz | Pólusszám | A mező forgásiránya a tengelyhez képest |
| ------------------------ | ------------- | --------------------------------- | --------- | --------------------------------------- |
| 500                      | 25            | 25                                | 2         | Egyező                                  |
| 1000                     | 50            | 50                                |           | Közvetlenül a fázisváltóról             |
| 1500                     | 75            | 75                                | 2         | Ellentétes                              |
| 2000                     | 100           | 100                               | 4         | Ellentétes                              |
| 2500                     | 125           | 125                               | 6         | Ellentétes                              |

### A járműszerkezet
A mozdony MÁVAG gyártmányú járműszerkezetének jellegzetessége volt az aszimmetrikus futómű (az egyik forgóváz két-, a másik forgóváz háromtengelyes) és az akkor még újdonságnak számító önhordó, két vezetőfülkés mozdonyszekrény. Az öttengelyes kivitel kellően kis tengelyterhelést biztosított ahhoz, hogy a mozdony ívmenetben is nagy sebességgel közlekedhessen. A korabeli méretezési elvek szerint a típus a tervezett vonóerőhöz képest a megengedhető legkisebb tömegű volt. Az első két példány még eltérő kinézettel készült: a gépteret kerek oldalablakok világították meg, és a homlokfalakra átjáró ajtókat szereltek fel.
A 001 pályaszámú (először legyártott) mozdony tesztjei alapján módosítottak a fázisváltó-frekvenciaváltó gépcsoporton a nyugodtabb járás érdekében, azonban a 003 sorozatszámú darabtól visszatértek az eredeti konstrukcióhoz, mivel az aggodalmak megalapozatlannak bizonyultak. Az utolsó három mozdony gépcsoportjából kihagyták a 125 km/h sebességhez tartozó tekercselést, mivel így lehetővé vált a tekercsfej szigetelések megerősítése, valamint abban az időben ezt a sebességet nem tartották kihasználhatónak.

#### Áramszedők
Pneumatikus távműködtetésű ollós áramszedők.

#### Főmegszakító
Pneumatikus működtetésű sűrített levegős ívoltású egysarkú árammegszakító, amely az áramszedők és a fázisváltó primer tekercselése közé van iktatva. Üzemszerűen a mozdony sűrített levegő rendszeréről üzemel, azonban rendelkezik saját tartállyal és légsűrítővel is.

#### Áramátalakító gépcsoport
Az áramátalakító gépcsoport a tápláló 16 kV 50 Hz egy fázisú feszültséget először a fázisváltó 3 fázisú 50 Hz feszültséggé, majd a periódusváltó a frekvenciáját a kívánt üzemállapotnak megfelelően alakítja át.
A periódusváltó a fázisváltóval és a gerjesztőgéppel közös gépcsoportot alkot, közös tengellyel és házzal lettek kivitelezve.
A fázisváltón a primer és szekunder tekercselésen kívül, az állórészen el van helyezve egy segédüzemi háromfázisú tekercselése és egy fűtési feszültséget szolgáló tekercselés is. A fázisváltó szerkezete lényegében megegyezik a V40 sorozatú mozdonyok fázisváltójával, a legnagyobb különbség a nagyobb teljesítmény miatt megnövelt hossz.
A fázisváltó speciális kialakítása miatt a terhelés növekedésének hatására a szekunder feszültsége megemelkedik, így segédberendezés nélkül biztosítja, hogy a vontatómotorok minden terhelésnél az optimálishoz közeli kapocsfeszültséget kapjanak.
A gerjesztőgép egy segédpólusos egyenáramú dinamó
A periódusváltó egy átkapcsolható pólusszámú csúszógyűrűs háromfázisú aszinkron gép.
Az állórész hűtését olajjal, a forgórészét vízzel oldották meg. Az olajat és vizet keringető szivattyúkat illetve az olaj és vízhűtő ventilátorát egyaránt a gépcsoport tengelye hajtja meg.

#### Vontatómotorok
Háromfázisú csúszógyűrűs, külső szellőzésű karcsapágyas 6 pólusú 470 kW teljesítményű 2500 1/min legnagyobb fordulatszámú aszinkronmotorok, amelyek 1:3,81 fogaskerék áttétellel kapcsolódnak a hajtott tengelyhez. A motorok tömege egyenként 1600 kg volt. A forgórész kivezetések egy 15 pólusú (5 motor forgórészenként 3 kivezetéssel) folyadékindítóhoz csatlakoznak, ami biztosítja az egyenletes indítást és a gazdaságos sebességek közötti egyenletes átmenetet.

#### Főáramú kapcsolóberendezés
Elektropneumatikus működtetésű, elektromágneses ívfúvású kontaktorok.

### A selejtezés
A kedvezőtlen üzemkészségű mozdonyból 1950 és 1957 között összesen 12 darab készült. A típust már az 1960-as években selejtezni kezdték - a nem megfelelő üzembiztonság miatt -, de két jármű megmaradt fékmozdonynak. Ma egyetlen példány, a V55 004 van kiállítva a Magyar Vasúttörténeti Parkban. A V55 sorozatú mozdonyokat a V40-es sorozathoz hasonlóan 1967-ig használta a MÁV az eredeti feladatkörében.
Ezzel a mozdonysorozattal lezárult a Kandó rendszerű fázisváltós mozdonyok fejlesztése, mivel a MÁV megkezdte az áttérést a 25 kV 50 Hz feszültségre, valamint a Ward-Leonard rendszerű mozdonyok használatára

### Összehasonlítás a korabeli egyenáramú és 16 2/3 Hz mozdonyokkal
A fázis- és periódusváltós mozdony hatásfoka a kétszeres energiaátalakítás miatt egyenletes menetben mintegy 10%-kal alacsonyabb mint a versenytársaké, azonban a visszatápláló fékezés ezt a helyzetet árnyalja, mivel hegyvidéki üzemben, ahol a visszatáplálásos féküzem jelentős már a V44 üzeme a kedvezőbb, mivel az egyenáramú és 16 2/3 Hz hálózatokban a visszatáplálásos fékezés megoldása költséges.
A mozdony súlya a 16 2/3 Hz mozdonyokéval nagyjából megegyezik, azonban a 16 2/3 Hz táplálófeszültség előállítása többlet beruházási és üzemeltetési költségként jelentkezik.
Az egyenáramú rendszer tehervonati mozdonyai 15-20%-kal a gyorsvonati mozdonyai 40-50%-kal drágábbak, mint az váltakozó áramú rendszerek mozdonyai, ugyanakkor a táplálóállomásokat 2X olyan sűrűn kell felállítani a jelentősen nagyobb felsővezetékkeresztmetszet ellenére, mint a 16KV 50 Hz rendszerben, ami jelentősen nagyobb telepítési költségeket jelent.